# Strongylosoma mediterraneum
Strongylosoma mediterraneum är en mångfotingart som beskrevs av Daday 1891. Strongylosoma mediterraneum ingår i släktet Strongylosoma och familjen orangeridubbelfotingar. Inga underarter finns listade i Catalogue of Life.